# Piratula gigantea
Piratula gigantea is een spinnensoort in de taxonomische indeling van de wolfspinnen (Lycosidae).
Het dier behoort tot het geslacht Piratula. De wetenschappelijke naam van de soort werd voor het eerst geldig gepubliceerd in 1934 door Willis J. Gertsch.